# Водла (река, впадает в Кубенское озеро)
Во́дла — река в Вологодской области России.
Протекает по территории Вологодского района. Впадает в Кубенское озеро. Длина реки составляет 16 км. Вдоль течения реки расположены населённые пункты Кубенского сельского поселения.

## Данные водного реестра
По данным государственного водного реестра России относится к Двинско-Печорскому бассейновому округу, водохозяйственный участок реки — озеро Кубенское и реки Сухона от истока до Кубенского гидроузла, речной подбассейн реки — Сухона. Речной бассейн реки — Северная Двина.
Код объекта в государственном водном реестре — 03020100112103000005047.